# 李慎
李 慎（り しん、? - 689年）は、中国の唐の太宗李世民の十男。紀王に立てられた。

## 経歴
李世民と韋貴妃の間に生まれた。貞観5年（631年）に申王に封ぜられ、貞観7年（633年）に秦州都督に任じられた。貞観10年（636年）、紀王に改封され、実封800戸を賜った。貞観17年（643年）、襄州刺史に任じられた。善政で知られ、太宗もその精勤を特筆し、百姓がかれを顕彰する石碑を立てた。貞観23年（649年）、実封1000戸を加えられた。永徽元年（650年）、左衛大将軍に任じられた。永徽2年（651年）、荊州都督となり、邢州刺史に転じた。文明元年（684年）、太子太師を加えられ、貝州刺史に転じた。李慎は学問を好み、文章と歴史に通じて、越王李貞と並び称され、「紀越」と呼ばれた。
垂拱4年（688年）、李貞らが起兵して武則天打倒を謀ったが、李慎はその時機ではないと同調を拒否した。李貞らが敗れた後、獄に下されて一命を許され、「虺」と氏を改められた。永昌元年（689年）7月、檻車に乗せられて巴州に流される途中、蒲州で亡くなった。

## 子女

### 男子
1. 李続（東平王、和州刺史）
2. 李琮（義陽王、沂州刺史）
3. 李叡（楚国公）
4. 李秀（襄郡公、遂州別駕）
5. 李献（広化郡公）
6. 李欽（建平郡公）
7. 李証（嗣紀王、徳瀛冀三州刺史、左驍衛将軍）

### 女子
1. 東光県主 李楚媛（裴仲将の妻）

## 伝記資料
- 『旧唐書』巻76 列伝第26「紀王慎伝」
- 『新唐書』巻80 列伝第5「紀王慎伝」